# Republika Zielonego Przylądka na Mistrzostwach Świata w Lekkoatletyce 2009
Republika Zielonego Przylądka na Mistrzostwach Świata w Lekkoatletyce 2009 – reprezentacja Republiki Zielonego Przylądka podczas czempionatu w Berlinie liczyła 2 zawodników. Nie zdobyli żadnego miejsca punktowanego.

## Występy reprezentantów Republiki Zielonego Przylądka

### Mężczyźni
| Konkurencja | Zawodnik    | Finał      | Finał |
| Konkurencja | Zawodnik    | Wynik      | Poz.  |
| ----------- | ----------- | ---------- | ----- |
| Maraton     | Nelson Cruz | 2:27:16 SB | 59.   |

### Kobiety
| Konkurencja    | Zawodniczka | Eliminacje | Eliminacje | Półfinał       | Półfinał       | Finał          | Finał          |
| Konkurencja    | Zawodniczka | Wynik      | Poz.       | Wynik          | Poz.           | Wynik          | Poz.           |
| -------------- | ----------- | ---------- | ---------- | -------------- | -------------- | -------------- | -------------- |
| Bieg na 1500 m | Eva Pereira | 5:04,95 PB | 42         | Nie awansowała | Nie awansowała | Nie awansowała | Nie awansowała |